# Callionima pan
Espèce
Callionima pan est une espèce de lépidoptères (papillons) de la famille des Sphingidae.

## Description
L'envergure est d'environ 64 mm. La face dorsale de l'aile antérieure , l'apex est tronqué à sa partie postérieur, immédiatement en arrière, le bord externe semble fortement rentrer; comparé à Callionima denticulata, la marge externe n'est que légèrement dentelée. La page supérieure montre une zone costale triangulaire pâle en face du point argenté et une seconde zone côtière plus petite à la hauteur de la bifurcation sous-costale. La bande de lunules brun pâle, distale à l'apex de la cellule discoïdale, est à peine visible ou absente. Sur la page inférieure, les zones basale et distale sont sombres (D'Abrera, 1986). 
Dans l'aile arrière, l'apex est aigu et finement pointillé; la tache anale noire a moins de 1,5 mm de large.

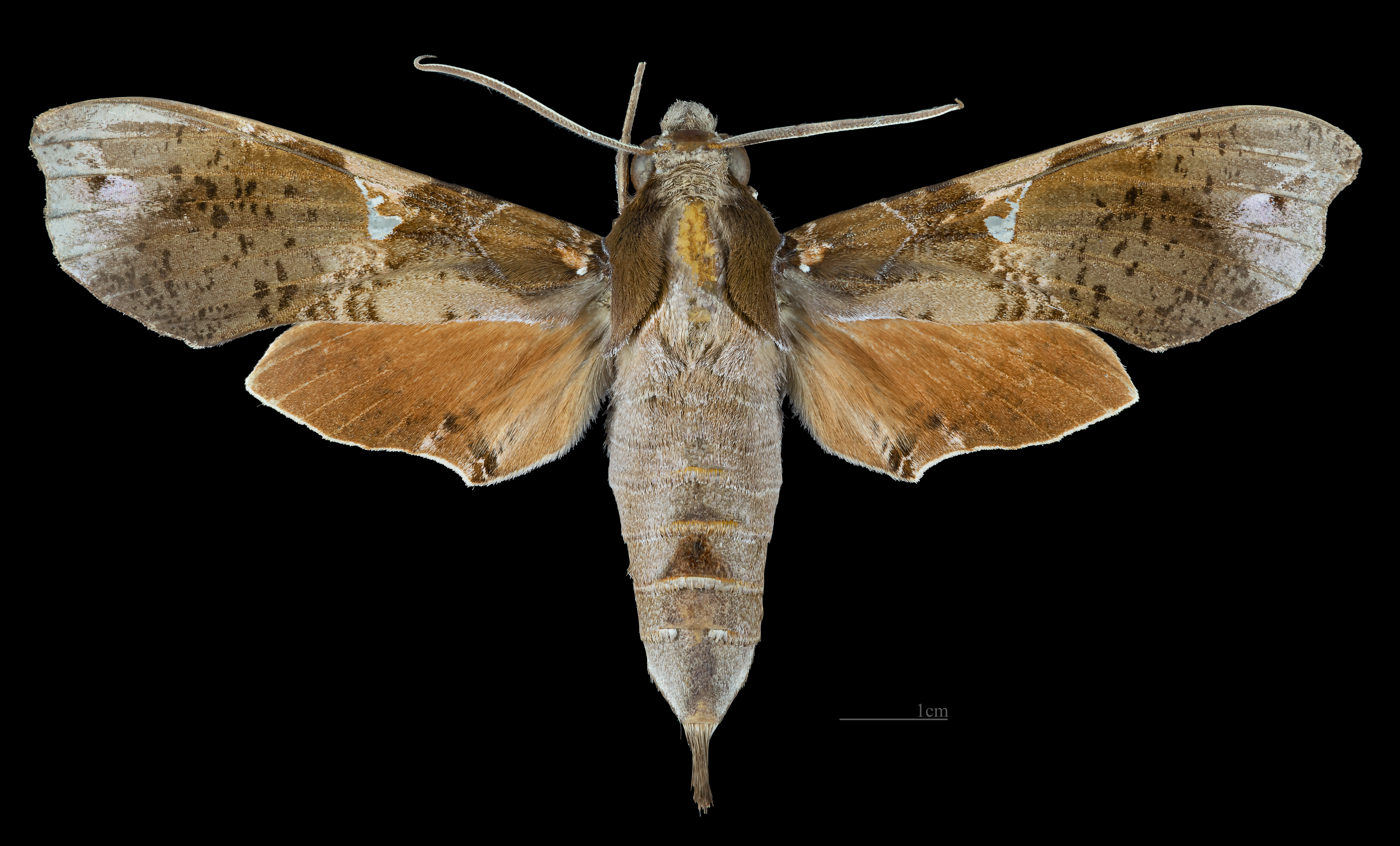
Face dorsale de la femelle (coll.MHNT)
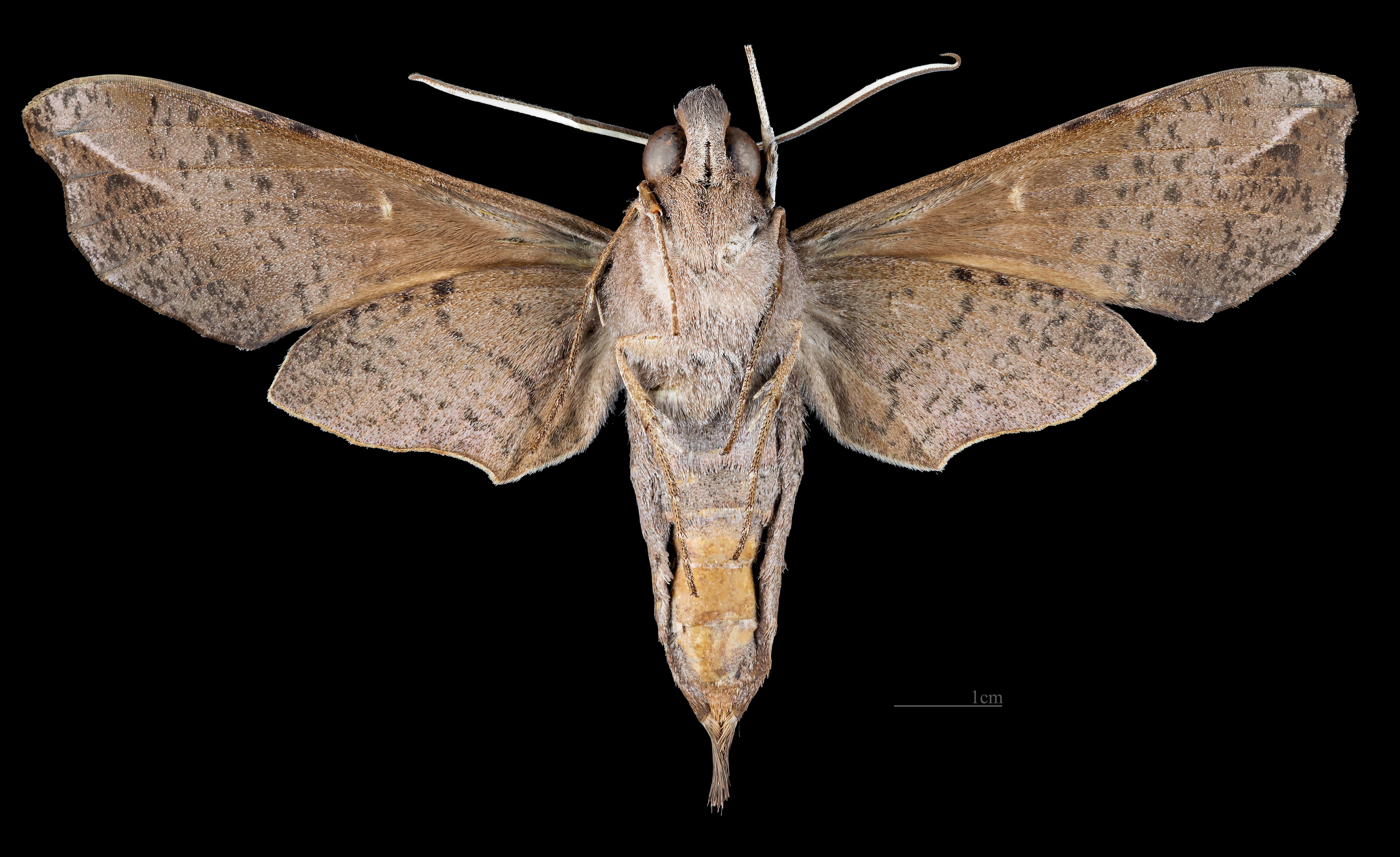
Face ventrale de la femelle (coll.MHNT)

## Répartition et habitat
L'espèce est connue au Mexique, au Guatemala, Costa Rica, Venezuela, en Guyane et au sud au Brésil.

## Biologie
Il y a probablement deux à trois générations par an, avec des adultes qui volent en juin et d'octobre à janvier au Costa Rica.
Les chenielles se nourrissent probablement d’espèces d’Apocynaceae.

## Systématique
L'espèce a été décrite par l'entomologiste allemand Pieter Cramer 1779 sous le nom initial de Sphinx pan. La localité type est le Surinam.

### Synonymie
- Sphinx pan Cramer, 1779 protonyme
- Calliomma pan neivai Oiticica Filho, 1940[2]

### Liste des sous-espèces
- Callionima pan pan
- Callionima pan neivai Oiticica Filho, 1940 (Brésil)